# Disposition balai
Les dispositions « balais » sont des pratiques législatives qui introduisent une modification générique en l'appliquant à l'ensemble des textes de loi en vigueur. Elle permet par exemple d'éviter que deux mots soient utilisés pour un même concept.

## Exemple de disposition balai en France
- Simplifions la loi 2009/2010 : Dans l'article 106 du projet de loi, il est proposé de ne plus utiliser le terme télécommunication au profit du terme « communication électronique » introduit dans la LCEN.
- Dans la proposition de loi LOPPSI, un article modifie le terme vidéo-surveillance par un mot non défini dans les dictionnaires : vidéo-protection.

## Source
- « Rédiger la loi » sur le site du sénat français